# Bigelow Expandable Activity Module
Bigelow Expandable Activity Module (BEAM) modul je svemirske stanice na napuhavanje iz Bigelow Aerospacea koji je od travnja 2016. i barem do 2028. spojen na Međunarodnu svemirsku postaju (ISS). Bigelow Aerospace je planirao izgraditi drugi BEAM modul koji će služiti kao zračna komora za Bigelow Commercial Space Station.

## Dimenzije
U pakiranju, BEAM je imao duljinu od 2,16 m i 2,36 m promjera, što rezultira volumenom od oko 3,6 m³. Nakon postavljanja ima duljinu od 4,01 m i 3.23 m promjera. Time je volumen povećan na 4,5 puta, tj. 16m³.  BEAM ima masu 1360 kg. Unutar modula ugrađeno je osam spremnika komprimiranog zraka i senzori. Između ostalog, trebali bi izmjeriti zračenje koje bi moglo utjecati na osobu unutra.

## Misija
Modul je lansiran 8. travanja 2016. u 20:43:31 ( UTC ) s misijom CRS-8 u dekompresiranom dijelu svemirskog teretnog broda Dragon za ISS,  nakon što je početak prvotno planiran za kolovoz 2015. Modul je prebačen na stražnji dio modula Tranquility koristeći Grabber u travnju 2016.
Dana 28. svibnja 2016., nakon neuspjelog pokušaja dan ranije, modul se ponovno počeo napuhavati. Cijeli proces trajao je oko sedam sati, tijekom kojih je američki astronaut Jeffrey Williams otvorio ventile osam ugrađenih spremnika zraka za kratke nalete zraka.  U međuvremenu, modul je dobio vremena da se proširi kako bi se izbjegla oštećenja. Sve u svemu, Williams je otvorio ventile 25 puta za ukupno vrijeme od 2 minuta i 27 sekundi. Modul je u 20:10h postigao punu veličinu. Desetak minuta kasnije, tlak u modulu dodatno je povećan kako bi odgovarao tlaku u postaji.

U tjednima koji su uslijedili, modul je provjeren na curenje i provjeren je njegov strukturni integritet. Dana 6. lipnja 2016 Jeff Williams je prvi put ušao u BEAM zajedno sa svojim ruskim kolegom Olegom Skripochkom kako bi uzeli uzorke zraka i podatke sa senzora.  Iz sigurnosnih razloga, otvor za povezivanje s ostatkom svemirske stanice ostao je zatvoren većinu vremena. Otvoren je tek kada su astronauti izvodili testove u modulu.
BEAM je testiran na ISS-u oko dvije godine, s ciljem da se, među ostalim, razjasni hoće li ljudi biti adekvatno zaštićeni od zračenja i ekstremnih temperaturnih fluktuacija u svemiru, kao i od svemirskog otpada koji leti okolo. Izvorni plan je bio odvojiti modul i ostaviti ga da izgori u zemljinoj atmosferi. Međutim, nakon prve uspješne godine testiranja bez ikakvog gubitka tlaka, donesena je odluka da se ostavi na ISS-u barem do 2020. godine. Osim toga, postavljeni su nosači za korištenje prostorije kao skladišta. Godine 2019. NASA je produžila ugovor s tvrtkom Bigelow do 2022. i certificirala modul - koji je sada važan dio ISS-a kao skladišni pogon - za moguću upotrebu do 2028. To je zauzvrat angažiralo bivšeg podizvođača Bigelow (ATA Engineering) za buduće održavanje ("usluge inženjerske podrške") za 250 000 USD.

## Vanjske poveznice
- Bigelow: Bigelow proširivi modul aktivnosti (BEAM )
- NASA: Bigelow Expandable Activity Module (BEAM )
- BEAM infografika  Arhivirana inačica izvorne stranice od 8. kolovoza 2022. (Wayback Machine)